# Tableless
Tableless é uma forma de desenvolvimento de sites que não utiliza tabelas para disposição de conteúdo na página sugerido pela W3C, pois defende que os códigos HTML deveriam ser usados para o propósito que foram criados, sendo que tabelas foram criadas para exibir dados tabulares. Para a disposição da página o recomendado seria usar CSS.
Para desenvolver um site usando tabelas muitas ferramentas e desenvolvedores abusam de recursos como criar tabelas com células possuindo elementos com Gifs com um único pixel transparente apenas para manter a célula visível e forçar o layout da página ficar visualmente elegante, porém o código torna-se totalmente incoerente se comparado com o conteúdo do site. A W3C também não desaprova o uso de tabelas, desde que elas sejam utilizadas para tabular dados e não para formatar layout. Muitos navegadores travam ou exibem incorretamente formatações usando tabelas.

## Vantagens
- Adotar este padrão de desenvolvimento também facilita a separação da camada de apresentação da aplicação para o arquivo de estilo (CSS).
- Diminuição de banda. Os navegadores modernos armazenam arquivos de CSS e de JavaScript em cache, se a maneira que o site será visualizado é guardado em um CSS (padrão tableless) então o arquivo será cacheado após o primeiro acesso e todos os acessos seguintes não carregarão este arquivo, carregarão apenas o conteúdo (texto) do site. Quando se usa tabela, a apresentação das tabelas (tags como "tr" e "td", gifs vazios, atributos como "cellspacing" e "border") são carregados todas as vezes que o usuário acessar o site.[3][4]
- Manutenção. Estando o estilo separado do arquivo html, facilita quando o desenvolvedor deseja mudar algo relacionado ao conteúdo, pois o conteúdo do site deixa de ficar oculto dentro de tabelas e subtabelas para estarem dentro de divs (caixas de conteúdo) que não trazem nenhuma informação de aparência. Caso ele deseje alterar o estilo, basta ir no arquivo CSS e não precisará procurá-lo entre códigos e conteúdos que não tem relação com a aparência e apresentação do site em geral.

## Desvantagens
- Para desenvolver usando o padrão tableless é necessário um aprofundamento muito maior em renderização de páginas HTML, tags HTML, CSS e DOM.[carece de fontes?]